# گتی اویل
گتی اویل (به انگلیسی: Getty Oil) شرکت نفت آمریکایی بود، که در سال ۱۹۶۴ توسط جی. پال گتی تأسیس شد. در سال ۱۹۷۱ بخش املاک گتی برای مدیریت جایگاه‌های پمپ بنزین این شرکت تشکیل شد، که در حال حاضر مالک اصلی برند گتی اویل محسوب می‌شود.
در سال ۱۹۸۴ کلیه دارایی‌های گتی اویل در ایالت اوکلاهوما به شرکت تکزاکو واگذار شد. شرکت روسی لوک اویل نیز در سال ۲۰۰۰ شرکت گتی اویل را خریداری نمود. در سال ۲۰۱۱ بخش بازاریابی شرکت گتی نیز به یک گروه سرمایه‌گذاری خصوصی فروخته شد.